# Mao (歌手)
mao（まお、1985年12月20日 - ）は、日本の女性歌手。Peak A Soul+所属。神奈川県横浜市出身。A型。シンガーソングライターのFUKIは従姉妹にあたる。

## 概要
黒須克彦の作曲したコンペティション用楽曲（『ドラえもん』主題歌）の仮歌を歌ったところ、楽曲と共にそのまま歌い手として採用され、2007年にシングル『夢をかなえてドラえもん』でメジャーデビューした。以降、数多くのゲームソフトやテレビアニメの主題歌を歌っている。2021年の大晦日には、日本武道館で開催の『ももいろ歌合戦』へ初出場。デビュー以前から他のアーティストのコーラスや仮歌を務めるボーカリストとして活動し、デビュー後も玉置成実や久住小春、中川翔子等の楽曲にコーラスとして参加している。また、黒須克彦の作曲した楽曲の仮歌のほとんどを担当している。作詞家としてV6をはじめ多くのアーティストやキャラクターソングなどの歌詞提供も行っており、安瀬聖とのユニットであるcocuaとしても活動中。横浜出身ということもあり、熱心な横浜DeNAベイスターズファン。交友関係に、レーベルメイトで神奈川出身かつ酒好きという共通点のある織田かおりなど。

## ディスコグラフィ
下記の他、GuitarFreaks&DrumManiaに楽曲を提供している。

### シングル
|     | 発売日        | タイトル               | タイアップ                             | 規格品番   |
| --- | ------------- | ---------------------- | -------------------------------------- | ---------- |
| 1st | 2007年7月4日  | 夢をかなえてドラえもん | TVアニメ『ドラえもん』OPテーマ         | COCC-15982 |
| 2nd | 2009年4月22日 | 自転車にのって         | TVアニメ『クプ〜!!まめゴマ!』EDテーマ  | COCC-16243 |
| 3rd | 2010年4月21日 | 君ノ記憶               | TVアニメ『薄桜鬼』EDテーマ             | GNCA-7928  |
| 4th | 2010年6月23日 | もしも☆パラダイス!     | TVアニメ『たまごっち!』EDテーマ        | COCC-16376 |
| 5th | 2010年10月6日 | 茜空に願ふ             | TVアニメ『薄桜鬼 碧血録』EDテーマ      | GNCA-7930  |
| 6th | 2012年3月21日 | 桜花の如く             | PSPゲーム『薄桜鬼 幕末無双録』OPテーマ | GNCA-7934  |
| 7th | 2012年8月8日  | 花のあとさき           | TVアニメ『薄桜鬼 黎明録』EDテーマ      | GNCA-244   |

### オリジナル・アルバム
|     | 発売日        | タイトル     | 規格品番 |
| --- | ------------- | ------------ | -------- |
| 1st | 2010年7月7日  | toddle       | KDSD-376 |
| 2nd | 2012年6月27日 | FOReST       | KDSD-564 |
| 3rd | 2013年6月26日 | オトノトビラ | KDSD-644 |
| 4th | 2016年12月7日 | dialog       | KDSD-940 |

### アコースティック・アルバム
|     | 発売日        | タイトル         | 規格品番 |
| --- | ------------- | ---------------- | -------- |
| 1st | 2015年9月30日 | キミが恋する物語 | KDSD-814 |

### ベスト・アルバム
|     | 発売日        | タイトル                 | 規格品番  |
| --- | ------------- | ------------------------ | --------- |
| 1st | 2018年1月10日 | mao Best Album ～voice～ | KDSD-1009 |

### コンピレーション
- BLADE DANCER Opening & Ending Theme
  - 2006年3月30日発売 / ソニー・コンピュータエンタテインメント
  - 未来へ...
    - PSPゲーム『ブレイドダンサー 〜千年の約束〜』OPテーマ
- コロちゃんパック クプ〜!!まめゴマ!
  - 2009年5月20日発売 / コロムビアミュージックエンタテインメント
  - 星に願いを
    - TVアニメ『クプ〜!!まめゴマ!』イメージソング
- クプ〜!!まめゴマ! ソングアルバム Happy Little Songs 〜君に出会えた日の歌〜 
  - 2009年9月9日発売 / コロムビアミュージックエンタテインメント
  - 世界じゅうの愛をあつめて 〜ハッピークリスマス〜
    - TVアニメ『クプ〜!!まめゴマ!』イメージソング
- S.Y.K ～新説西遊記～ オリジナルサウンドトラック
  - 2009年9月30日発売 / ティームエンタテインメント
  - S.Y.K
    - PS2ゲーム『S.Y.K 〜新説西遊記〜』OPテーマ

  - Departure
    - PS2ゲーム『S.Y.K 〜新説西遊記〜』EDテーマ
- トトリのアトリエ〜アーランドの錬金術士2〜Original Soundtrack
  - 2010年6月23日発売 / ティームエンタテインメント
  - Dia
    - PS3ゲーム『トトリのアトリエ 〜アーランドの錬金術士2〜』EDテーマ
- 薄桜鬼 黎明録 オリジナルサウンドトラック 
  - 2010年11月24日発売 / ティームエンタテインメント
  - 今日の永遠
    - PS2ゲーム『薄桜鬼 黎明録』EDテーマ
- メルルのアトリエ〜アーランドの錬金術士3〜 オリジナルサウンドトラック
  - 2011年6月22日発売 / ティームエンタテインメント
  - メトロ
    - PS3ゲーム『メルルのアトリエ 〜アーランドの錬金術士3〜』EDテーマ
- 神なる君と オリジナルサウンドトラック
  - 2011年11月2日発売 / ティームエンタテインメント
  - キミのそばで
    - PSPゲーム『神なる君と』OPテーマ

  - カケラ
    - PSPゲーム『神なる君と』EDテーマ

  - キミがくれたモノ
- Rewrite Arrangement Album "Branch"
  - 2011年12月29日発売 / キーサウンズレーベル
  - Fertilizer
  - 過日憐歌
- 水月 弐 オリジナルサウンドトラック
  - 2012年6月27日発売 / ティームエンタテインメント
  - ひだまり、咲いた
- D.C.III ～ダ・カーポIII～ ボーカルアルバム
  - 2012年8月10日発売 / サーカスサウンドプロジェクト
  - millions of thanks
- Linked Horizon『ルクセンダルク大紀行』
  - 2012年9月19日発売 / ポニーキャニオン
  - Theme of the Linked Horizon
  - ルクセンダルク紀行
  - 君は僕の希望［Vocalized Version］
- アニメ「薄桜鬼」「薄桜鬼 碧血録」ボーカルベスト ～桜詠録～
  - 2012年10月10日発売 / ティームエンタテインメント
  - 十六夜涙（mao ver.）
- アンチェインブレイズ エクシヴ VOCAL COLLECTION
  - 2012年11月28日発売 / ティームエンタテインメント
  - Piece
- 白華の檻 ～緋色の欠片4～ 音楽集
  - 2013年12月4日発売 / ティームエンタテインメント
  - 夢が降る -Game Size-
- Code：Realize ～創世の姫君～ オリジナルサウンドトラック
  - 2014年12月3日発売 / ティームエンタテインメント
  - floatable
  - 花冠 -love brought me some eternal petals-

### 楽曲提供
- iOS『CROSS☓BEATS』、アーケード『crossbeats REV.』 - 「ホントのワタシ」

### 作詞提供
- テレビアニメ『女子高生 GIRL'S-HIGH』 - キャラクターソング「しょーがないなー」（歌：鈴木由真〈浅野真澄〉）
- テレビアニメ『女子高生 GIRL'S-HIGH』 - キャラクターソング「春風」（歌：佐藤綾乃〈能登麻美子〉）
- テレビアニメ『ひだまりスケッチ』 - キャラクターソング「ストロベリー☆ロマンス」（歌：ヒロ〈後藤邑子〉）
- テレビアニメ『戦国コレクション』 - キャラクターソング「前向きの句2012」（歌：風流人・松尾芭蕉〈西明日香〉）
- テレビアニメ『戦国コレクション』 - キャラクターソング「走れ!」（歌：野心姫・北条早雲〈広橋涼〉）
- テレビアニメ『戦国コレクション』 - キャラクターソング「Cry」（歌：華麗・片倉小十郎〈今井麻美〉）
- テレビアニメ『戦国コレクション』 - キャラクターソング「Misty Moon」（歌：Rosary〈寺崎裕香〉）
- シングル『INNOCENCE（期間限定盤）』 - 「dear brightness」（歌：藍井エイル）
- アルバム『PLACE』 - 「No sing, No life」（歌：織田かおり）
- テレビアニメ『ロボットガールズZ』 - キャラクターソング「チョキンとLet's GO!」（歌：グロッサムX2〈宮本佳那子〉）

## タイアップ
| 楽曲                                       | タイアップ | 収録作品 | 時期   |
| ------------------------------------------ | --- | --- | ------ |
| 未来へ...                                  | PSPゲーム『ブレイドダンサー 〜千年の約束〜』                                                                            | ブレイドダンサー ～千年の約束～ Maxi Single                                                                           | 2006年 |
| 夢をかなえてドラえもん                     | TVアニメ『ドラえもん』オープニングテーマ                                                                                | 1st single「夢をかなえてドラえもん」                                                                                  | 2007年 |
| 自転車にのって                             | TVアニメ『クプ〜!!まめゴマ!』エンディングテーマ                                                                         | 2nd single「自転車にのって」                                                                                          | 2009年 |
| 終わらない世界                             | PS3ゲーム『アガレスト戦記ZERO』オープニングテーマ                                                                       | 1st Album「toddle」                                                                                                   | 2009年 |
| 小さな翼                                   | クリエイティブRPG『蒼空のフロンティア』主題歌                                                                           | 1st Album「toddle」                                                                                                   | 2009年 |
| START！                                    | クリエイティブRPG『蒼空のフロンティア』新主題歌                                                                         | 1st Album「toddle」                                                                                                   | 2009年 |
| S.Y.K                                      | PS2ゲーム『S.Y.K 〜新説西遊記〜』オープニングテーマ2                                                                    | 1st Album「toddle」                                                                                                   | 2009年 |
| Departure                                  | PS2ゲーム『S.Y.K 〜新説西遊記〜』エンディングテーマ                                                                     | 1st Album「toddle」                                                                                                   | 2009年 |
| Dia                                        | PS3ゲーム『トトリのアトリエ 〜アーランドの錬金術士2〜』エンディングテーマ                                               | 1st Album「toddle」                                                                                                   | 2010年 |
| ココにいる。                               | PS2ゲーム『S.Y.K 〜蓮咲伝〜』オープニングテーマ                                                                         | 1st Album「toddle」                                                                                                   | 2010年 |
| 願いゴト。                                 | PS2ゲーム『S.Y.K 〜蓮咲伝〜』エンディングテーマ                                                                         | 1st Album「toddle」                                                                                                   | 2010年 |
| 君ノ記憶                                   | TVアニメ『薄桜鬼』エンディングテーマ                                                                                    | 3rd single「君ノ記憶」 1st Album「toddle」                                                                            | 2010年 |
| もしも☆パラダイス!                         | TVアニメ『たまごっち!』エンディングテーマ                                                                               | 4th single「もしも☆パラダイス!」                                                                                      | 2010年 |
| 茜空に願ふ                                 | TVアニメ『薄桜鬼 碧血録』エンディングテーマ                                                                             | 5th single「茜空に願ふ」 2nd Album「FOReST」                                                                          | 2010年 |
| 今日の永遠                                 | PS2ゲーム『薄桜鬼 黎明録』エンディングテーマ                                                                            | 2nd Album「FOReST」                                                                                                   | 2010年 |
| キミのそばで                               | PS3ゲーム『神なる君と』オープニングテーマ                                                                               | 2nd Album「FOReST」                                                                                                   | 2011年 |
| カケラ                                     | PS3ゲーム『神なる君と』エンディングテーマ                                                                               | 2nd Album「FOReST」                                                                                                   | 2011年 |
| キミがくれたモノ                           | PS3ゲーム『神なる君と』真エンディングテーマ                                                                             | 2nd Album「FOReST」                                                                                                   | 2011年 |
| メトロ                                     | PS3ゲーム『メルルのアトリエ 〜アーランドの錬金術士3〜』エンディングテーマ                                               | 2nd Album「FOReST」                                                                                                   | 2011年 |
| ひだまり、咲いた                           | PS3ゲーム『水月 弐』天羽小宵エンディングテーマ                                                                          | 水月 弐 オリジナルサウンドトラック                                                                                    | 2011年 |
| 牡丹の記憶                                 | アプリ「牡丹の庭」テーマソング                                                                                          | 3rd Album「オトノトビラ」                                                                                             | 2011年 |
| 祈り降るなら                               | ニンテンドーDS『薄桜鬼 黎明録 DS』エンディングテーマ                                                                    | 2nd Album「FOReST」                                                                                                   | 2012年 |
| 桜花の如く                                 | PSPゲーム『薄桜鬼 ～幕末無双録～』オープニングテーマ                                                                    | 6th single「桜花の如く」 2nd Album「FOReST」                                                                          | 2012年 |
| 闘花伝                                     | PSPゲーム『薄桜鬼 ～幕末無双録～』挿入歌                                                                                | 6th single「桜花の如く」 2nd Album「FOReST」                                                                          | 2012年 |
| 想い出回廊                                 | PSPゲーム『薄桜鬼 ～幕末無双録～』挿入歌                                                                                | 6th single「桜花の如く」 2nd Album「FOReST」                                                                          | 2012年 |
| 花のあとさき                               | TVアニメ『薄桜鬼 黎明録』エンディングテーマ                                                                             | 7th single「花のあとさき」 3rd Album「オトノトビラ」                                                                  | 2012年 |
| まなざしの空                               | PSPゲーム『薄桜鬼 遊戯録 弐』挿入歌                                                                                     | 3rd Album「オトノトビラ」                                                                                             | 2012年 |
| Piece                                      | PSPゲーム『アンチェインブレイズ エクシヴ』挿入歌                                                                        | 3rd Album「オトノトビラ」                                                                                             | 2012年 |
| つなぐ想い                                 | PSPゲーム『アガレスト戦記 Mariage』オープニングテーマ                                                                   | 3rd Album「オトノトビラ」                                                                                             | 2012年 |
| 星の海                                     | PSPゲーム『アガレスト戦記 Mariage』エンディングテーマ                                                                   | 3rd Album「オトノトビラ」                                                                                             | 2012年 |
| 夢が降る                                   | PSPゲーム『白華の檻 ～緋色の欠片4～ 四季の詩』エンディングテーマ                                                        | 4th Album「dialog」                                                                                                   | 2012年 |
| millions of thanks                         | PCゲーム『D.C.III DASH 〜ダ・カーポIII Ver.1.3〜 USBメモリ版』新葵ルートテーマソング                                    | D.C.III ボーカルアルバム                                                                                              | 2012年 |
| 君と一緒に                                 | PS Vitaゲーム『AMNESIA CROWD』WORKINGエンディングテーマ                                                                 | 3rd Album「オトノトビラ」                                                                                             | 2013年 |
| Fallen Butterfly                           | PSPゲーム『楽園男子 ～ビーストハーレム～』主題歌                                                                        | - | 2013年 |
| floatable                                  | PS Vitaゲーム『Code：Realize ～創世の姫君～』オープニングテーマ                                                         | 4th Album「dialog」                                                                                                   | 2014年 |
| 花冠 -love brought me some eternal petals- | PSPゲーム『Code：Realize ～創世の姫君～』エンディングテーマ                                                             | 4th Album「dialog」                                                                                                   | 2014年 |
| Luto～統治するもの～                       | PSPゲーム『シャリーのアトリエ 〜黄昏の海の錬金術士〜』挿入歌                                                            | シャリーのアトリエ ～黄昏の海の錬金術士～ ボーカルアルバム                                                            | 2014年 |
| LINK                                       | PS3ゲーム『実況パワフルプロ野球2014』主題歌                                                                             | 実況パワフルプロ野球 VOCAL TRACKS -完全版-                                                                            | 2014年 |
| greenery                                   | キャラクターCD『CLOCK ZERO ～終焉の一秒～ Grace note Vol.3』英 央 イメージソング                                        | 4th Album「dialog」                                                                                                   | 2015年 |
| 願い雫                                     | PS Vitaゲーム『薄桜鬼 黎明録 思馳せ空』エンディングテーマ                                                               | Best Album「mao Best Album 〜voice〜」                                                                                | 2015年 |
| 日常(トキ)の輝き                           | オトメイトレコード『七怪家族』主題歌                                                                                    | 4th Album「dialog」                                                                                                   | 2016年 |
| starlight fantasy                          | PS Vitaゲーム『PsychicEmotion6』オープニングテーマ                                                                      | 4th Album「dialog」                                                                                                   | 2016年 |
| forever & ever                             | PS Vitaゲーム『PsychicEmotion6』エンディングテーマ                                                                      | 4th Album「dialog」                                                                                                   | 2016年 |
| Brightness～eternal pure white～           | PS Vitaゲーム『Code：Realize ～祝福の未来～』オープニングテーマ                                                         | 4th Album「dialog」                                                                                                   | 2016年 |
| my dearest                                 | PS Vitaゲーム『Code：Realize ～祝福の未来～』エンディングテーマ                                                         | 4th Album「dialog」                                                                                                   | 2016年 |
| Humming Days                               | PS Vitaゲーム『ゆのはなSpRING!〜Cherishing Time〜』エンディングテーマ                                                   | 4th Album「dialog」                                                                                                   | 2016年 |
| 目の前の微笑み                             | PS Vitaゲーム『7’scarlet』ヒノ/イソラ編エンディングテーマ                                                               | 4th Album「dialog」                                                                                                   | 2016年 |
| Snowflake ～twinkle crystal dream～        | PS4ゲーム『Code：Realize ～白銀の奇跡～』オープニングテーマ                                                             | Best Album「mao Best Album 〜voice〜」                                                                                | 2017年 |
| Heartstrings                               | PS4ゲーム『Code：Realize ～白銀の奇跡～』エンディングテーマ                                                             | Best Album「mao Best Album 〜voice〜」                                                                                | 2017年 |
| パオパオダンス                             | 映画『ドラえもん のび太の南極カチコチ大冒険』挿入歌                                                                     | CDツイン ドラえもんベスト ～パオパオダンス～                                                                          | 2017年 |
| Fault                                      | PS Vitaゲーム『ピオフィオーレの晩鐘』エンディングテーマ                                                                 | ピオフィオーレの晩鐘 オリジナルサウンドトラック Best Album「mao Best Album 〜voice II〜」 （配信のみ）                | 2018年 |
| 隣のキミに                                 | ドラマCD『今、隣のキミに恋をする。』主題歌                                                                              | Best Album「mao Best Album 〜voice II〜」（配信のみ）                                                                 | 2018年 |
| Silent Glim                                | Nintendo Switchゲーム『ピオフィオーレの晩鐘 -Episodio1926-』エンディングテーマ                                          | ピオフィオーレの晩鐘 -Episodio1926- オリジナルサウンドトラック Best Album「mao Best Album 〜voice II〜」 （配信のみ） | 2020年 |
| Fate                                       | Nintendo Switchゲーム『乙女ゲームの破滅フラグしかない悪役令嬢に転生してしまった… ～波乱を呼ぶ海賊～』エンディングテーマ | Best Album「mao Best Album 〜voice II〜」 （配信のみ）                                                                | 2021年 |
| Lady Flower                                | Nintendo Switchゲーム『花笑む彼と & bloom』オープニングテーマ                                                           | - | 2024年 |
| 想いの花束                                 | Nintendo Switchゲーム『花笑む彼と & bloom』エンディングテーマ                                                           | - | 2024年 |

## 出演
- キングラン アニソン紅白2009
- 超!アニメ天国（第27回・第28回）
- NHK-FM「アニソン・アカデミー」（第175回、2017年1月14日）
- 第5回ももいろ歌合戦 〜届け！希望の彼方へ〜
- TBSニンゲン観察バラエティ モニタリング （2022年6月2日）